# Oltre
Oltre (рус. Более) — дебютный и единственный мини-альбом итальянской певицы Эммы Марроне, выпущенный 16 марта 2010 года на лейбле Universal Music Italia.

## Об альбоме
Альбом был выпущен незадолго до финала девятого сезона шоу талантов Amici di Maria De Filippi, где она выиграла и является дебютом Эммы в качестве сольного исполнителя. Кроме того, песни в жанре поп и рок, но песня Un sogno a costo zero  в жанре ска и песня Meravigliosa в жанре блюз. Название этого альбома было названа в честь её татуировки около шеи, содержащего такое же написание и тот же контур. То же самое можно увидеть на задней стороне компакт-диска .

## Список композиций
| №  | Название                | Автор(ы)                                 | Длительность |
| -- | ----------------------- | ---------------------------------------- | ------------ |
| 1. | «Sembra strano»         | Federica Camba, Daniele Coro             | 3:36         |
| 2. | «L'esigenza di te»      | Federica Camba, Daniele Coro             | 3:28         |
| 3. | «Calore»                | Roberto Angelini                         | 3:24         |
| 4. | «Meravigliosa»          | Antonio Galbiati, Fortunato Zampaglione) | 3:39         |
| 5. | «Un sogno a costo zero» | Federica Camba, Daniele Coro             | 3:11         |
| 6. | «Davvero»               | Federica Camba, Daniele Coro             | 3:48         |
| 7. | «Folle paradiso»        | Federica Camba, Daniele Coro             | 3:33         |

## Ahi ce sta passu Tour

### Даты концертов
С 25 июня по 18 сентября 2010 года Эмма решила сделать турне в поддержку в своего мини-альбома. Это для неё первый сольный тур, она давала концерты в 16-ти городах Италии.
| Дата        | Город                 |
| ----------- | --------------------- |
| 25 июня     | Кремона               |
| 10 июля     | Виареджо              |
| 18 июля     | Виллафранка-ди-Верона |
| 20 июля     | Алессандрия           |
| 24 июля     | Удине                 |
| 28 июля     | Джиффони-Валле-Пьяна  |
| 30 июля     | Пьяццола-суль-Брента  |
| 9 сентября  | Розелле               |
| 10 августа  | Каттолика             |
| 15 августа  | Баньяра-Калабра       |
| 17 августа  | Лечче                 |
| 21 августа  | Пескара               |
| 27 августа  | Остуни                |
| 6 сентября  | Витербо               |
| 10 сентября | Милан                 |
| 18 сентября | Рим                   |

### Сет-лист
1. Davvero
2. Quello che (cover 99 Posse)
3. Sembra strano
4. E la luna bussò (cover Лоредана Берте)
5. Oro nero (cover Otto Ohm)
6. Meravigliosa
7. Ma che freddo fa (cover Нада)
8. Folle Paradiso
9. Valerie (cover Amy Winehouse)
10. America (cover Gianna Nannini)
11. If I Ain't Got You (cover Alicia Keys)
12. L'esigenza di te
13. E penso a te (cover Lucio Battisti)
14. Grande grande grande (cover Мина)
15. Un sogno a costo zero
16. Walk on the Wild Side (cover Lou Reed)
17. Personal Jesus (cover Depeche Mode)
18. Calore

## Чарты
| Чарт                            | Максимальная позиция |
| ------------------------------- | -------------------- |
| FIMI (Италия)                   | 1                    |
| Schweizer Hitparade (Швейцария) | 85                   |